# José Jurado
José Jurado (Villa Ballester, 24 de mayo de 1899 – Ciudad de Buenos Aires,12 de julio de 1971) fue un golfista profesional de la Edad de Oro de ese deporte. Fue el primer argentino en viajar para participar en campeonatos internacionales y por lo tanto se lo considera el padre del golf profesional Argentino, ya que fue además quien junto a un grupo de colegas fundaron la Asociación Argentina de Profesionales de Golf, siendo el su primer presidente. Es conocido por haber terminado segundo a un golpe de Tommy Armour en el Abierto Británico de 1931, en Carnoustie. Jurado era amigo personal del Príncipe de Gales, de quien se dice se enfureció por el doble bogey que le impidió ganar el Abierto.
Lleva su nombre el Golf Club José Jurado, un campo público de golf ubicado en el barrio de Villa Lugano, al sur de la Ciudad de Buenos Aires. En 1980 fue reconocido con un Premio Konex como uno de los 5 mejores golfistas de la historia argentina.

## Carrera

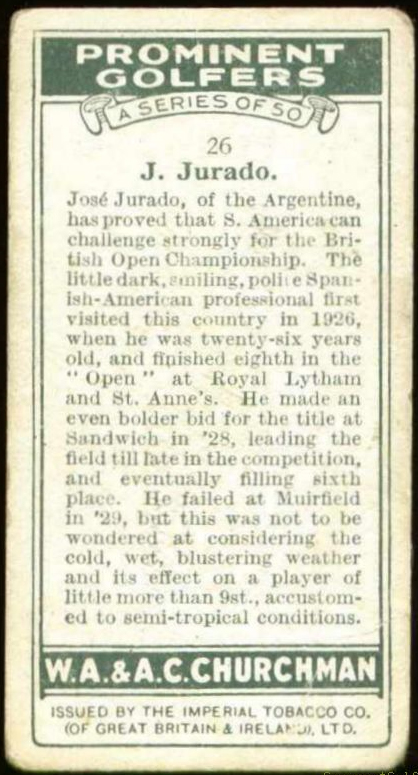
Jurado en el reverso de una tarjeta de tabaco de 1931

Jurado comenzó su carrera como caddie en el San Andrés Golf Club en la localidad del mismo nombre, al norte del Gran Buenos Aires. A los 21 años ganó el primero de sus siete títulos en el Abierto de la República. También ganó siete veces el Campeonato PGA de la Argentina. En 1932 viajó a los Estados Unidos, convencido de que era la única forma de mejorar su nivel de juego como profesional. Luego de estudiar el funcionamiento de la PGA de Estados Unidos se dedicó a organizar la AAPG (Asociación Argentina de Profesionales de Golf). Jurado también convocó a figuras internacionales del golf para enseñar a los aficionados el estilo de swing norteamericano, que se estaba popularizando. En 1931 ganó una partida de exhibición a Aubrey Boomer en Francia. Jurado obtuvo cuatro "top tens" en torneos mayores de golf masculino: en el Abierto Británico de Golf fue T8 en 1926, T6 en 1928 y 2.º en 1931; y salió 6.º en el Abierto de los Estados Unidos de 1932.

## En la literatura golfística
Se nombra a Jurado en The Book of Golfers: A Biographical History of the Royal & Ancient Game, de Daniel Wexler, una enciclopedia de los golfistas más importantes desde el siglo XV en adelante, donde Jurado es descripto como "...un precursor del golf en el más auténtico sentido, ya que mientras los primeros profesionales británicos incursionaban en zonas desconocidas con el poder psicológico del mayor imperio mundial (tanto del golf como en general), Jurado viajaba tras ellos miles de millas para desafiar al coloso británico del golf en su propio terreno".
También se nombra a Jurado en la biografía de 2005 Sir Walter: Walter Hagen and the Invention of Professional Golf, de Thomas Clavin.  Allí se detallan la vida y carrera de Walter Hagen, que ganó 11 majors del golf profesional. En el libro, Jurado es descripto como quien reveló el tango a un grupo de golfistas que participaban en la Copa Ryder de 1933 en un salón de baile en Southport, Reino Unido.  Jurado, que estaba en el país para competir en el Abierto, aparentemente ganó el concurso de baile".

## Triunfos
En Argentina
- 1920 Abierto de la República
- 1921 Campeonato PGA de la Argentina
- 1922 Campeonato PGA de la Argentina
- 1924 Abierto de la República, Abierto del Sur
- 1925 Abierto de la República, Campeonato PGA de la Argentina, Abierto del Sur
- 1927 Abierto de la República, Campeonato PGA de la Argentina
- 1928 Abierto de la República, Campeonato PGA de la Argentina
- 1929 Abierto de la República, Campeonato PGA de la Argentina, Abierto del Centro
- 1931 Abierto de la República
- 1932 Abierto del Sur
- 1933 Abierto del Sur
- 1936 Abierto del Centro
- 1937 Campeonato PGA de la Argentina
- 1938 Masters de Palermo

## Resultados enmajors
| Tournament            | 1926 | 1927 | 1928 | 1929 | 1930 | 1931 | 1932 |
| --------------------- | ---- | ---- | ---- | ---- | ---- | ---- | ---- |
| U.S. Open             |      |      |      |      |      |      | 6    |
| The Open Championship | T8   |      | T6   | T25  |      | 2    |      |

Nota: Jurado no jugó el Masters ni el PGA Championship.

     Top 10
     No jugó
"T" es empatado en la posición indicada

## En equipo
- Great Britain–Argentina Professional Match de 1939 (capitán del equipo argentino).